# Batalha de Carquemis
A Batalha de Carquemis foi travada por volta de 605 a.C. entre os exércitos do Egito aliados aos remanescentes do exército do antigo Império Assírio contra os exércitos da Babilônia, aliados aos medos, persas e citas.

## Contexto
Quando a capital assíria, Nínive, foi invadida pelos medos, citas, babilônios e seus aliados em 612 a.C., os assírios transferiram sua capital para Harã. Quando Harã foi capturada pela aliança em 609 a.C., remanescentes do exército assírio juntaram-se a Carquemis, uma cidade sob o domínio dos assírios, no rio Eufrates. O Egito (um antigo vassalo da Assíria) aliou-se ao rei assírio Assurubalite II e marchou em 609 a.C. em seu auxílio contra os babilônios.
O exército egípcio do Faraó Neco II foi atrasado em Megido pelas forças do rei Josias de Judá. Josias foi morto e seu exército foi derrotado na Batalha de Megido (609 a.C.).
Os egípcios e assírios juntos cruzaram o rio Eufrates e sitiaram Harã, que eles não conseguiram retomar. Eles então se retiraram para o norte da Assíria (no que é hoje o nordeste da Síria).

## Batalha
Os egípcios encontraram todo o poder do exército babilônico e mediano liderado por Nabucodonosor II em Carquemis, onde as forças egípcias e assírias combinadas foram destruídas. A Assíria deixou de existir como uma potência independente, e o Egito recuou e deixou de ser uma força significativa no antigo Oriente Próximo. A Babilônia atingiu seu pico econômico após 605 a.C..

## Registros da batalha
A Crônica de Nabucodonosor, agora abrigada no Museu Britânico, afirma que Nabucodonosor "atravessou o rio para ir contra o exército egípcio que estava em Karchemiš". Eles lutaram entre si e o exército egípcio se retirou diante dele. Para o resto do exército egípcio que havia escapado da derrota tão rapidamente que nenhuma arma os alcançou, no distrito de Hamate, as tropas babilônicas os alcançaram e derrotaram, de modo que nenhum homem escapou para seu próprio país nessa época, Nabucodonosor conquistou toda a área de Hamate. "
A batalha também é mencionada e descrita na Bíblia, no livro de Jeremias. A batalha mencionada em 2 Crônicas 35: 20-27 não é a mesma; o evento mencionado é a Batalha de Megido (609 a.C.), que ocorreu quatro anos antes, também perto de Carquemis (2 Crônicas 35:20).

## Discrepância
No entanto, não está claro historicamente se o faraó Neco II era a favor ou contra o rei da Assíria, segundo Flávio Josefo em seu livro Antiguidades dos Judeus e vários comentaristas cristãos, como Mateus Henrique e João Pedro Lange. Tais relatos renderizam a batalha como o rei Josias, que heroicamente tentou resgatar os assírios de seus inimigos ou tentou evitar ser cercado por um inimigo.